# Ostap Bender
Pour les articles homonymes, voir Bender.

Ostap Bender (en russe : Остап Бендер) est un célèbre personnage de fiction qui apparaît dans Les Douze Chaises et Le Veau d'or, deux romans comiques des écrivains Ilf et Pétrov parus en Union soviétique, respectivement en 1928 et 1931.

## Caractéristiques
Se prétendant « fils de sujet turc » et d'« une comtesse vivant de revenus non déclarés », surnommé le « Grand Combinateur », Ostap Bender — de son vrai nom, Ostap-Suleïman-Bertha-Maria Benderbey — est un escroc sympathique de 28 ans. Ostap est remarquable par sa faconde. Ses répliques sont devenues proverbiales en Russie. 
Ainsi, la première apparition d'Ostap Bender donne lieu à une célèbre tirade. À un jeune vagabond qui le harcèle et lui demande dix kopecks, Bender — lui-même sans le sou — rétorque : « Tu veux peux-être aussi la clef de l'appartement où je garde mon argent ? ». Il reprend d'ailleurs cette même phrase à l'attention de Vorobianinov (un des personnages principaux des Douze Chaises) qu'il prend pour un exilé de retour en URSS, parole qu'il assortit d'une menace de dénonciation à la Guépéou, et la réutilise à plusieurs reprises plus tard. Cette phrase est d'ailleurs reprise telle quelle par le même Vorobianinov un peu plus loin.
Une autre phrase qu'il aime à prononcer et qui revient comme un leitmotiv dans Les Douze Chaises est « La glace est rompue, messieurs les jurés. », par laquelle il commente le succès de ses nombreuses arnaques.

## Place dans le roman
Le personnage de Bender a pris de l'ampleur au cours de la rédaction du roman Les Douze Chaises :

« Le roman doit sa réussite à Ostap Bender, qui avait d'abord été conçu comme un personnage secondaire, mais au cours du travail [selon Evgueni Petrov] « il se mit à déborder tous les cadres qui lui avaient été assignés. Bientôt il n'y eut plus moyen d'en venir à bout. À la fin, nous le traitions comme une personne vivante et pestions souvent contre l'impudence avec laquelle il s'installait dans presque tous les chapitres. »

— Ilya Serman, Histoire de la littérature russe, t. 6.

### La nécrologie d'Ostap Bender
Lancé par son acolyte Vorobianinov, qui lui demande d'expliquer quelle aurait été leur sort à tous deux s'ils avaient été pris dans leur précédente magouille, Ostap s'invente une nécrologie :

« Le cadavre no 2 [Ostap Bender] est celui d'un homme de vingt-sept ans. Il a aimé et il a souffert. Il a aimé l'argent et il a souffert de ne pas en avoir. Son front est haut, encadré de boucles aile-de-corbeau et son visage tourné vers le soleil. Ses jambes sveltes, ses pieds de pointure 42 sont orientés vers l'aurore boréale. Le corps est paré de vêtements blancs immaculés. Sur la poitrine, une harpe d'or à incrustations de nacre porte les premières notes de la romance Adieu à toi, Nouveau Village. Le jeune défunt s'adonnait à la pyrogravure, comme en témoigne le certificat trouvé dans sa poche de son habit, certificat délivré le 23 août 1924 par la Société Pégase et Parnasse sous le no 86/152. »

— Ilf et Pétrov, , Les Douze Chaises, chapitre 37.

## La mort d'Ostap Bender
Au dernier chapitre des Douze Chaises, Ostap Bender est victime de la cupidité de son « associé », qui l'égorge dans son sommeil, alors qu'ils sont sur le point de mettre la main sur la dernière chaise à examiner. Les deux écrivains Ilf et Petrov ayant des opinions opposées, le destin d'Ostap fut déterminé par tirage au sort.

## La résurrection
Ostap Bender avait été tellement apprécié par les lecteurs qu'Ilf et Petrov firent réapparaître le personnage sans autre forme de procès dès le début du Veau d'or.  
Au début du roman, Bender essaie de grappiller un peu d'argent aux autorités en prétendant être le fils du lieutenant Schmidt, un héros de la révolution russe de 1905.

## Hommages

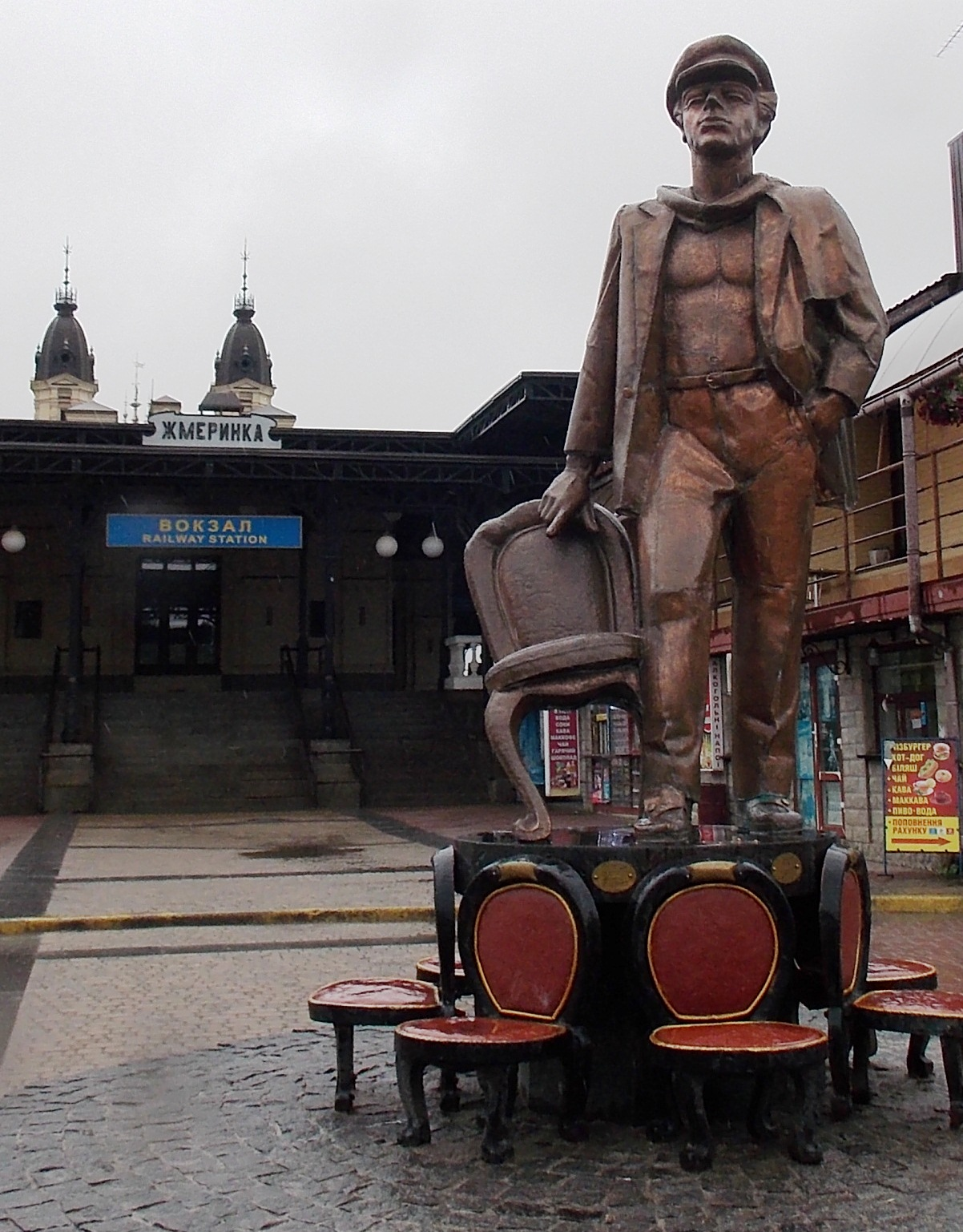
Son monument en la Gare de Jmerynka.

De nombreuses villes de l'ex-URSS exposent des statues d'Ostap Bender. Outre Krementchouk (illustration plus haut), on en trouve à Saint-Pétersbourg, Iekaterinbourg, Odessa (deboulonnée par le gouvernement ukrainien au titre de la décommunisation), Krymsk, Elista, Tcheboksary...
Le roman L'Ordre du veau d'or met en scène le petit-fils d'Ostap Bender (Vitali Ostapovich), faisant de nombreuses références au personnage d'Ilf et Pétrov.